# フェルミン・ムグルサ
フェルミン・ムグルサ・ウガルテ（Fermin Muguruza Ugarte, 1963年4月20日 - ）は、スペイン・ギプスコア県イルン出身の歌手・バスク独立運動家。

## 経歴
ギプスコア県イルン出身。1980年代にはコルタトゥというグループ（スカ＝パンク）のボーカルとなり、ついで1990年代のスペイン・ロックシーンを代表するロックバンドであるネグ・ゴリアック（ハードコア＝パンク＝フュージョン）でボーカルを務めた。同時に、バスクのレーベル「エシャ・ノセンキ」を率い、度々イタリアのレーベル「グリダロ・フォルテ」と共に仕事をしている。1999年にソロ活動をスタートさせ、自らの名フェルミン・ムグルサを冠した新たなグループを結成。ロックステディ・ロック・サルサ・ダブ・ジャングル・ドラムンベースを混合した音楽的実験を行っている。2001年、2004年、2007年、2013年にはフジロック・フェスティバルに出演するために訪日した。
彼のアルバムでは、マヌ・チャオ・ゼブダ・マッド・プロフェッサーをはじめとする、多くのミュージシャンがコラボレートしている。マヌ・チャオはもっとも尊敬するアーティストにムグルサの名前を挙げている。

## ディスコグラフィ
- ブリガディスタック・サウンド・システム, 14曲, Esan Ozenki, 2000.
- FM 99.00 ダブ・マニフェスト, 10曲, Esan Ozenki, 2001.
- インコムニカシオア, 10 曲, Pヴァイン・レコード, 2003.